# Jenő Balogh

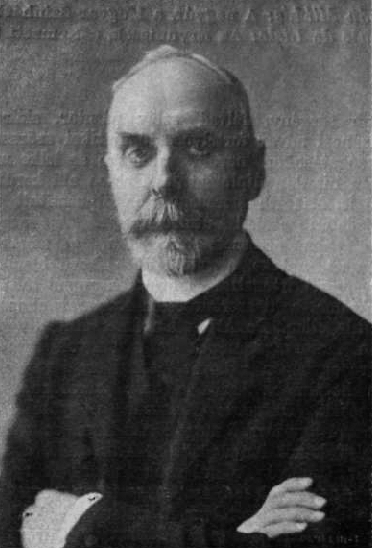
Jenő Balogh

Jenő Balogh (Devecser, 14 mei 1864 - Boedapest, 15 februari 1953) was een Hongaars politicus en jurist. Hij was minister van Justitie van 1913 tot 1917 in de regering-Lukács en -Tisza II. Na de val van deze laatste regering trok hij zich terug uit de politiek. Hij was secretaris-generaal van de Hongaarse Academie van Wetenschappen van 1920 tot 1935.